# Halálos riválisok
A Halálos riválisok (eredeti cím: Best of the Best II) 1993-ban bemutatott amerikai harcművészeti film, melyet Robert Radler rendezett.
A film az 1989-es Riválisok folytatása. A főbb szerepekben (az első Riválisok-filmben is főszerepet betöltő) Eric Roberts, Phillip Rhee és Chris Penn mellett új szereplőként Ralf Moeller és Sonny Landham látható.

## Cselekmény
Dél-Koreából hazatérve az USA karatecsapatának három tagja harcművészeti stúdiót nyit Los Angelesben. Travis titokban a Colosseumban, egy földalatti küzdőarénában versenyez, ahol életre-halálra mennek a pénzdíjas viadalok, bíró és szabályok nélkül. A harcokat egy Weldon nevű férfi konferálja fel, aki a veretlen bajnoknak és egyben a hely tulajdonosának, Brakusnak a menedzsere is. Habár a versenyzőknek három alkalommal kell győzedelmeskedniük, mielőtt ringbe szállhatnának Brakus ellen, Travis magabiztosan kihívja a bajnokot. Brakust szórakoztatja ez a vakmerő arrogancia és a szabályoktól eltekintve elfogadja a kihívást. 
Alex tizenegy éves fia, Walter felügyelet nélkül marad, ezért elkíséri Travist, legjobb tudomása szerint bowlingozni. Travis felfedi előtte valódi terveit és hallgatásáért cserébe be kell magával vinnie a fiút a mérkőzésére. Brakus a ringben összeveri Travist és eltöri a nyakát. Walter pánikszerűen hazamenekül és tájékoztatja apját, illetve Tommyt a gyilkosságról. Amikor közösen elmennek a helyszínre, egy álcaként szolgáló éjszakai klubba, Weldon azt állítja, Travis a saját lábán távozott korábban. A rendőrség hamarosan megtalálja Travis testét és megrongálódott autóját egy folyóban, amely látszólag egy végzetes autóbalesetre utal.
A klubba másodszorra is visszatérve Brakus bevallja nekik a gyilkosságot. Az ezt követő verekedésben Tommy megüti a férfit, aki egy tükörnek zuhan és ezáltal végleges hegeket szerez az arcára. Dühében Brakus elrendeli Alex és Walter megölését, de Tommyt élve akarja. Travis temetésén megjelenik Dae Han, Tommy korábbi dél-koreai riválisa és az első film vége óta fogadott testvére. Dae Han felajánlja, hogy segít nekik megbosszulni Travis halálát, de Tommy udvariasan visszautasítja. 
Miután az iskolából hazafelé tartó Waltert egy autó üldözőbe veszi és nem sokkal később otthonukban fegyveresek támadnak rájuk, Alexék elhagyják a várost és Tommy indián nagyanyjánál keresnek menedéket. Találkoznak Tommy nagybátyjával, az iszákos Jamesszel is, akivel Tommynak gyermekkoruk óta nem felhőtlen a kapcsolata. James valaha ígéretes harcos volt, majd épp Brakus törte ketté egy autós gázolással harcművész karrierjét. Tapasztalatai birtokában elvállalja Alex és Tommy felkészítését a Brakus elleni bosszúhoz. 
A felkészülést Weldon felfegyverzett emberei szakítják félbe, túszul ejtve Tommyékat. James a megmentésükre siet és több bűnözővel végez, de halálos lövést kap, Tommyt helikopterrel elrabolják. A többieket a benzinnel körbelocsolt házba terelik, azzal a céllal, hogy agyonlőjék őket, majd utána rájuk robbantsák az épületet. A kivégzésükkel megbízott bűnözőt lefegyverezve és a kint várakozókat megtévesztve Alexéknek sikerül titokban elrejtőzniük a ház pincéjében és túlélni a ház felrobbanását. Alex a barátnőjére, Sue-ra bízza fiát, majd Dae Hannal és annak koreai csapattársaival együtt a Colosseumhoz siet, Tommy megmentésére.
Tommy viszonylag problémamentesen legyőzi első három ellenfelét, de Brakus túlságosan erősnek bizonyul számára. Mielőtt Brakus halálos csapást mérhetne rá, koreai segítőtársaival együtt megjelenik Alex. Halottnak hitt barátja felbukkanásától Tommy újult erőre kap. Földre küldi Brakust és figyelmezteti, hogy az életéért cserébe maradjon veszteg. Brakus hátba támadja, ezért Tommy kénytelen eltörni a férfi nyakát. Weldon bejelenti, hogy bajnoka legyőzésével Tommy a Colosseum új tulajdonosa és arra biztatja, mondjon pár szót a nézőknek. Tommy szűkszavúan közli, hogy bezárja a helyet. A hevesen tiltakozó Weldont Alex egy könyökütéssel hallgattatja el. Alex és Tommy elhagyja a helyszínt, és lekapcsolják a világítást.

## Szereplők
| Színész            | Szerep          | Magyar hang     |
| ------------------ | --------------- | --------------- |
| Eric Roberts       | Alex Grady      | Rékasi Károly   |
| Phillip Rhee       | Tommy Lee       | Gesztesi Károly |
| Chris Penn         | Travis Brickley | Juhász György   |
| Edan Gross         | Walter Grady    | Hamvas Dániel   |
| Ralf Moeller       | Brakus          | Hankó Attila    |
| Meg Foster         | Sue             | Molnár Zsuzsa   |
| Sonny Landham      | James           | Mihályi Győző   |
| Wayne Newton       | Weldon          | Papp János      |
| Betty Carvalho     | Tommy nagyanyja | Pásztor Erzsi   |
| Simon Rhee         | Dae Han         | Háda János      |
| Patrick Kilpatrick | Finch           | Balázsi Gyula   |
| David Boreanaz     | parkolóinas     | N/A             |

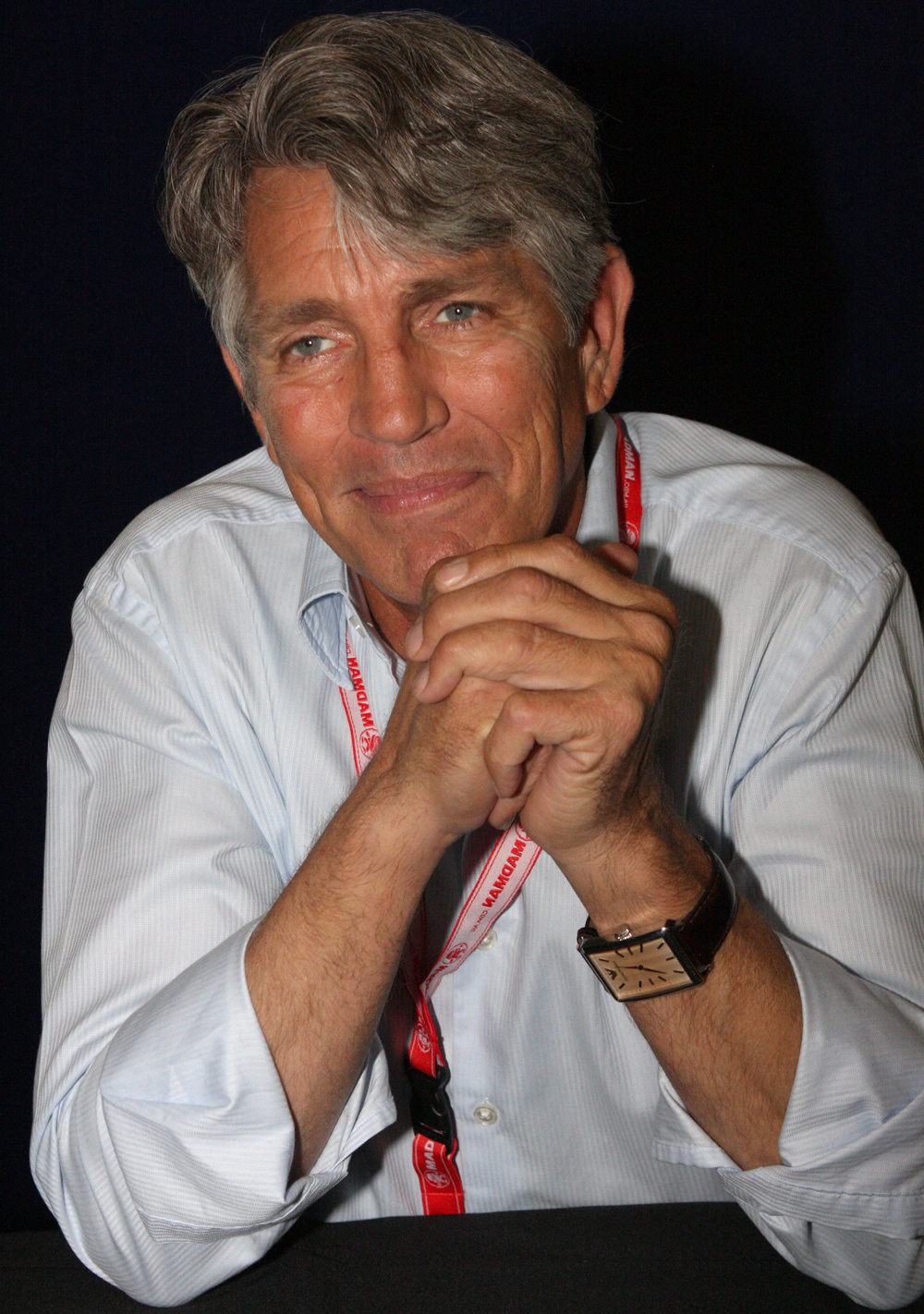
Eric Roberts, az előző film főszereplője ebben a Riválisok-folytatásban tűnik fel utoljára.

Érdekesség, hogy David Boreanaz, aki a film készítésekor még kezdő színésznek számított, produkciós asszisztensként és kellékesként dolgozott, továbbá statisztaként vett részt a forgatáson.

## Kapcsolódó művek
A Halálos riválisok két további folytatást kapott: 1996-ban jelent meg a Riválisok 3. – Nincs visszaút, 1998-ban pedig a Riválisok 4. – Figyelmeztetés nélkül. Ezekben az első filmből csupán Phillip Rhee tér vissza főszereplőként (valamint rendezőként és producerként, illetve a negyedik részben forgatókönyvíróként is), Eric Roberts nem vállalt el több szereplést.